# Reineck (thüringisches Adelsgeschlecht)

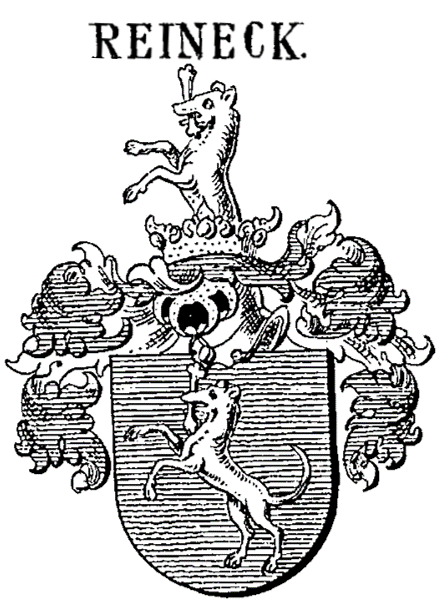
Wappen derer von Reineck in Siebmachers Wappenbuch

Reineck ist der Name eines aus Thüringen stammenden Adelsgeschlechts.

## Geschichte
Das Geschlecht besaß ein Rittergut in Mühlberg, zwischen Gotha und Arnstadt, hatte später auch Besitz in Hötzelsroda, wo es als Inhaber des Kirchenpatronats und der Niederen Gerichtsbarkeit in einem im Ort als „Schlösschen“ bezeichneten, erst kurz nach dem Zweiten Weltkrieg abgerissenen repräsentativen Fachwerkhaus neben der Kirche wohnte, und von 1525 bis 1853 auch im benachbarten Landstreit.

## Wappen
Blasonierung: In Blau ein sitzender oder aufspringender silberner Hund mit einem silbernen Knochen in der Schnauze. Auf dem gekrönten Helm mit blau-silbernen Decken der Hund mit Knochen im Maul wachsend.